# Non più andrai
Non più andrai, ewentualnie (w dłuższej formie) Non più andrai farfallone amoroso (pol. Nie będziesz już latał kochliwy motylku) – aria operowa kończąca pierwszy akt Wesela Figara, z muzyką skomponowaną przez Wolfganga A. Mozarta i tekstem w języku włoskim autorstwa Lorenza Da Pontego. Przypisana do roli Figara (typ głosu: bas-baryton).

## Umiejscowienie w operze
Pierwszy akt Wesela Figara zaczyna się od przygotowań do tytułowego wesela, czynionych przez lokaja Figara i pokojówkę Zuzannę. Hrabiego Almavivę, któremu oboje służą, stopniowo nudzi jednak jego monotonne pożycie małżeńskie, a związek z Rozyną jest już nieco wypalony, więc próbuje zdobyć narzeczoną Figara, w czym wspiera go Don Basilio, nauczyciel śpiewu, który wraz z Hrabiną przybył do posiadłości szlachcica. Figaro, powoli odkrywając prawdę, także za sprawą Zuzanny, nie ma zamiaru biernie się przyglądać temu, co zrobi Hrabia. Organizuje zatem wieśniaków, aby wspólnie podziękować Almavivie za zniesienie prawa pierwszej nocy, z czego mają jako pierwsi skorzystać właśnie sam Figaro z Zuzanną. Co więcej, wymuszając na Almavivie potwierdzenie zniesienia tego prawa, tym bardziej zapewnia Zuzannie nietykalność. Tymczasem Cherubin, paź zakochany we wszystkich kobietach zamieszkujących zamek, a zwłaszcza w Hrabinie Rozynie, przybywa do Zuzanny z napisaną przez siebie piosenką, którą chce zaprezentować także swojej pani. Droczy się też nieco z Zuzanną w chwili, gdy na scenie zjawia się sam Hrabia Almaviva. Chłopiec musi się w tej sytuacji jakoś ukryć. Hrabia rozmawia chwilę z Zuzanną, nie ukrywając swoich zamiarów, szybko jednak nadchodzi Don Basilio. Almaviva, chcąc dowiedzieć się, jak służy on jego sprawie, również sam się ukrywa. Gdy rozmowa między Don Basiliem i Zuzanną schodzi na temat Cherubina i jego uczucia do Hrabiny, Almaviva się ujawnia. Opowiada też o tym, jak to ostatnio przyłapał pazia u Barbariny, córki ogrodnika. Demonstrując, jak odkrył obecność młodzieńca, tym razem również go odsłania. Tłumaczenia Cherubina i Zuzanny przerywa jednak wejście wieśniaków i Figara. Hrabia jest nieco zmieszany i przyjmuje przybyłych, przerywając chwilowo sprawę Cherubina. Po ich wyjściu zwraca się jednak do chłopca. Niby to wybaczając jego miłostki, wysyła go do wojska
.

## Aria
Figaro próbuje pocieszać przygnębionego Cherubina. Roztacza jednak przed nim niezbyt miły obraz służby wojskowej. Oto kończy się błoga młodość i miłostki, a zaczyna twardy czas codziennych trudów, które być może zwieńczą zwycięstwa i żołnierska chwała.
Światowa prapremiera opery miała miejsce w Wiedniu 1 maja 1786. Rolę Figara śpiewał wówczas Francesco Benucci.